# 白石健
白石 健（しらいし たけし、1977年6月14日 - ）は、兵庫県神戸市出身の元競艇選手。
登録番号3903。身長166cm。血液型O型。80期。兵庫支部所属。ニックネームは「シラケン」。

## 来歴
- 1997年4月、第80期本栖研修所・卒業記念競走（蒲郡競艇場で開催）で優勝。第45代本栖チャンピオンに輝く。
- 1997年5月23日、尼崎競艇場でデビュー（4着）。
- 1999年4月、初優勝。
- 2002年、江戸川競艇場で使用不可のライナー（の代わりにボール紙のようなものを敷いていた）使用による整備違反が発覚して即日強制帰郷の上、6ヶ月の出場停止を受けた。
- 2016年12月17日、大村競艇場においてエンジンの原形を変えた整備指導事項違反を犯し、日本モーターボート競走会は2017年3月1日から2か月間の出場停止処分を下した[1]。度重なる整備違反ということで事態を重く見た日本モーターボート選手会は、白石に出場停止期間後1年間自粛欠場勧告を行った。
- 2018年5月、1年2か月ぶりに地元尼崎競艇場の一般戦で復帰。節間オール3連対、優出3着であった。
- 2020年12月16日 ボートレース若松で開催のギラヴァンツ北九州杯の優勝戦において、逃げを決めて史上31人目の24場制覇を達成。
- 23年連続77回の優勝歴を数えていたが、2022年8月28日の唐津競艇場での第12レース出場[2]を最後に負傷のため長期欠場。その後、2024年10月25日から津競艇場で行われた「スポーツ報知ビクトリーカップ」の初日5レースに出場して2着に入ったものの[3]、それ以降のレースを欠場して帰郷。その後に入っていたレース斡旋も全て消除し、同年12月24日に引退届を提出、現役を引退した[4]。

## 人物・エピソード
- 5人兄弟の長男である。
- 中学時代にモータースポーツに興味を持ち、バイク・バイクレースの資金を稼ぐために高校三年間新聞配達をやり通し、選手になってからもモトクロスのレースに出場するなどした。競艇選手を志したのもレースが出来る仕事をしたかったのが動機である。
- 開会式の選手紹介では大声を張り上げて自己紹介をしていた。
- ラーメン好きで全国のラーメン屋を食べ歩き、そのデータをパソコンに記録している。それが高じて2008年には「麺食い倶楽部～ラーメン・水面・ぼくしらけーん」という番組を持つまでに至った。
- 2006年にSports@niftyの競艇ブログで「マツケンサンバ」を白石健（シラケン）になぞらえた「シラケンサンバ」が企画され、ブログ上で歌詞を公募していたが、その企画は実現しなかった。